# Skalowanie (psychoterapia)
Skalowanie – technika stosowana w terapii poznawczo-behawioralnej mająca trzy zasadnicze cele: 
- określenie intensywności emocji lub przekonań,
- określenie zniekształceń poznawczych
- ich modyfikację oraz monitorowanie przebiegu zmian zachodzących w trakcie terapii